# Białoruska Samoobrona
Białoruska Samoobrona (biał. Беларуская самаахова) – kolaboracyjna formacja zbrojna złożona z Białorusinów w służbie niemieckiej podczas II wojny światowej.

## Geneza
29 czerwca 1942 r. komisarz generalny Okręgu Generalnego „Weißruthenien” Wilhelm Kube przedstawił projekt utworzenia Wolnego Korpusu Białoruskiej Samoobrony. Było to związane z coraz większą aktywnością partyzantki. Komendant policyjnych kursów szkoleniowych w Mińsku mjr Franciszek Kuszal na jego bazie opracował na przełomie czerwca i lipca tego roku plan sformowania trzech dywizji złożonych z ok. 15 tys. ochotników białoruskich. Sztab korpusu miał znajdować się w Mińsku, zaś sztaby dywizji – w Mińsku, Baranowiczach i Wilejce.

## Działalność w warunkach okupacji niemieckiej
Wyższy dowódca SS i policji na okupowanej Białorusi 15 lipca 1942 r. wydał rozkaz o rozpoczęciu formowania korpusu, jednakże zmienił jego strukturę organizacyjną. Na całym terytorium okręgu generalnego miała powstać sieć antypartyzanckich oddziałów korpusu. W każdym rejonie miał być sformowany oddział w sile od kompanii do batalionu, podporządkowany miejscowemu komendantowi niemieckiej policji. Na czele Wolnego Korpusu Białoruskiej Samoobrony stanął formalnie przewodniczący Białoruskiej Samopomocy Ludowej Iwan Jermaczenka. Funkcję szefa sztabu objął ppłk J. Hućko. W składzie Białoruskiej Samopomocy Ludowej powstał wydział wojskowy, który miał nadzorować formowanie korpusu. W celu przygotowania kadry oficerskiej w sierpniu w Mińsku zostały uruchomione oficerskie kursy szkoleniowe, na których uczyło się 272 Białorusinów. Do listopada ich komendantem był mjr F. Kuszal. Powstało też kilka szkół podoficerskich, w których uczyło się ok. 1 tys. osób.
Większość Białorusinów wstąpiło w szeregi korpusu ochotniczo, jedynie w niektórych miejscowościach trzeba było przeprowadzić częściowy przymusowy nabór. Ostatecznie sformowano dwadzieścia batalionów i pewną liczbę mniejszych oddziałów. Część z nich podlegała niemieckiej policji, część była samodzielna. Ich podstawowym zadaniem miała być walka z coraz silniejszą partyzantką komunistyczną. Niemcy nie spełnili jednak obietnic w sprawie umundurowania i uzbrojenia Białorusinów. Duża część z nich nie została uzbrojona i umundurowana, nosząc cywilne ubrania. Część broni wykopano w lasach po Armii Czerwonej, część kupiono lub wymieniono u Niemców i Włochów lub nawet partyzantów. Niechęć do korpusu wynikała z tego, że dowództwo SS i policji na Białorusi nie akceptowało polityki komisarza generalnego W. Kube zmierzającej do pozyskiwania ludności białoruskiej. W Wolnym Korpusie Białoruskiej Samoobrony widziało zagrożenie dla niemieckiej polityki okupacyjnej. Ponadto nie dowierzało w lojalność białoruskich żołnierzy. Dlatego faktycznie przeciwdziałało jego działalności.

## Likwidacja korpusu
Na jesieni Niemcy zmienili charakter korpusu, przekształcając już istniejące pododdziały w formacje policyjne. Iwanowi Jermaczence odebrali naczelne dowództwo, a jego samego zmusili do opuszczenia Białorusi. Zlikwidowali sztab, a dowódcom zabronili używania stopni oficerskich. Zachowali jednak referat wojskowy na czele z mjr. F. Kuszalem i w dalszym ciągu prowadzili rekrutację do oddziałów Białoruskiej Samoobrony. W kwietniu 1943 r. – po zjeździe białoruskich przedstawicieli kolaboracyjnego samorządu, na którym został przedstawiony wniosek dotyczący uzyskania przez Białoruś niezawisłości – korpus został ostatecznie rozformowany, a jego żołnierze przeszli do różnych policyjnych i parapolicyjnych oddziałów pomocniczych lub wyjechali na roboty przymusowe do Niemiec.